# Maschinenbauwerk Arsamas

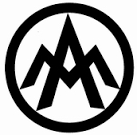
Unternehmenslogo

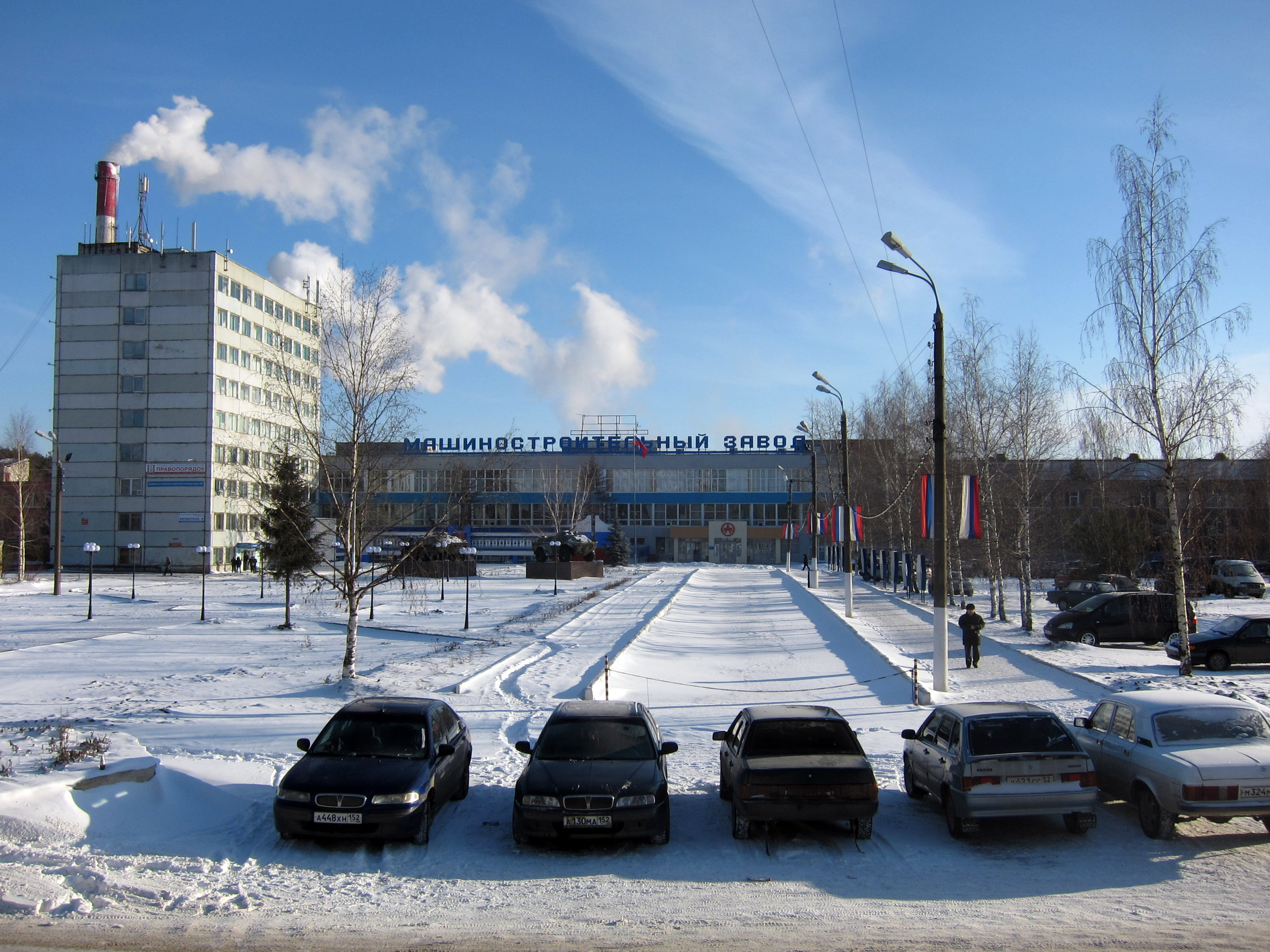
Fabrikgelände

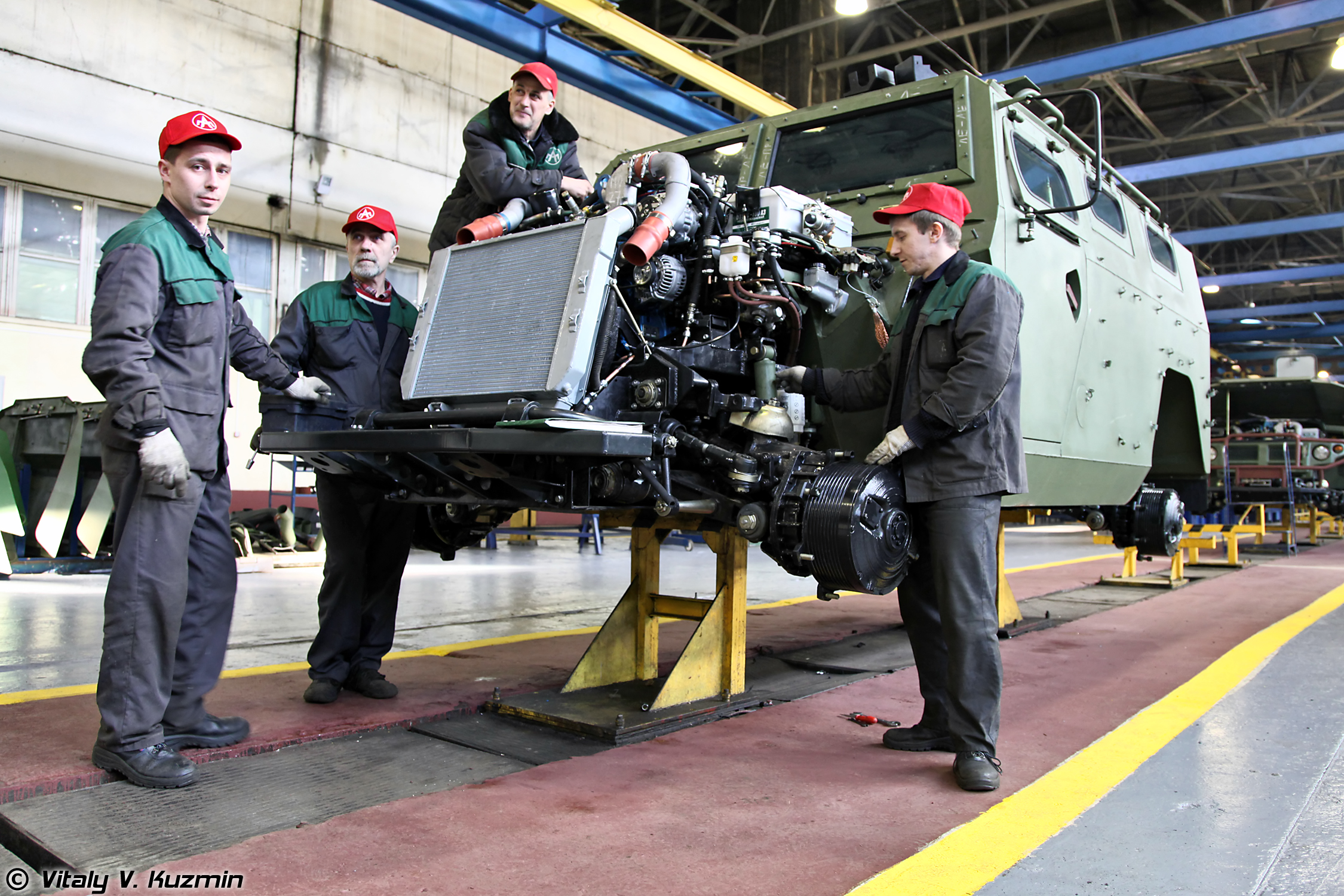
Montage des Tigr-M

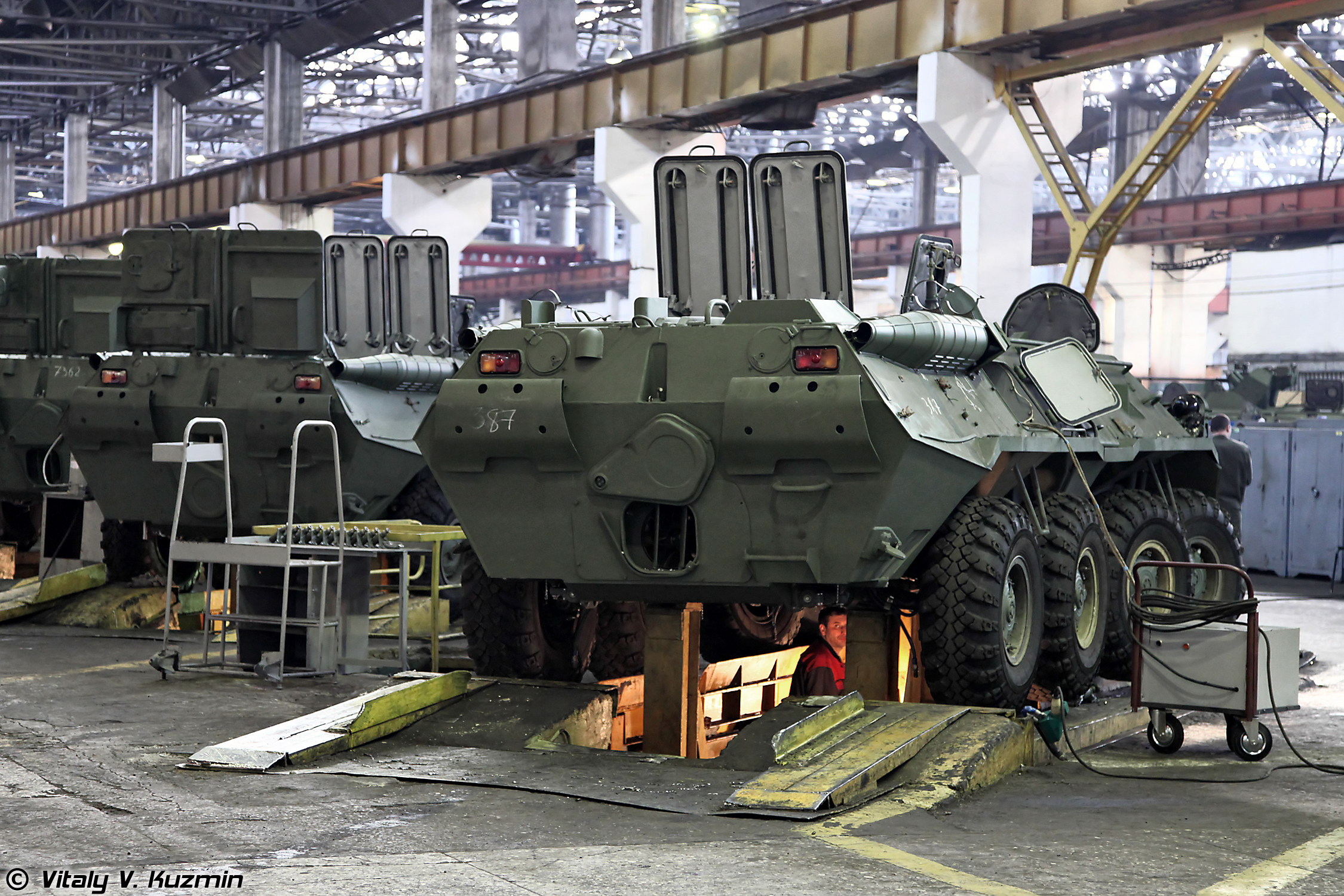
Montage von BTR-82A

Das Maschinenbauwerk Arsamas (russisch: Арзама́сский машинострои́тельный заво́д, Arsamaski maschinostroitelny sawod, AMZ) ist ein russischer Automobilzulieferer und Automobilhersteller in Arsamas. Es ist eines der größten Unternehmen im Oblast Nischni Nowgorod.

## Geschichte
Am 4. Februar 1967 entschied der Ministerrat der UdSSR ein Werk für den Bau von Komponenten und Ersatzteilen für das Gorkowski Awtomobilny Sawod (GAZ) aufzubauen. Der Bau der Fabrik begann 1969 und 1972 startete die Produktion von hydraulischen Stoßdämpfern. Als die Produktionskapazitäten wuchsen, vergrößerte sich die Produktpalette und das Werk produzierte auch für andere sowjetische Automobilhersteller wie Jerewanski Awtomobilny Sawod, Uljanowski Awtomobilny Sawod oder KAMAZ.
Ab 1980 übernahm das Werk die Endmontage von leichtgepanzerten militärischen, von GAZ entwickelten, Fahrzeugen. Zunächst wurde der BTR-70 gefertigt, ab 1986 dann der BTR-80. 1993 wurde das Werk in eine offene Aktiengesellschaft (JSC) umgewandelt. In diesem Jahr begann auch die Produktion von Aufbauvarianten des Vans GAZelle.
Ab 1994 wurden einige Dutzend BTR-90 produziert aber das Fahrzeug wurde setzte sich beim Militär nicht durch. Ab 2006 wurde der GAZ-2975 Tigr, ab 2009 der WPK-3924 (SPM-3) und ab 2010 des BTR-82/82A gebaut.
Aktuell produziert das Werk verschiedene Varianten des BTR-80 (BTR-82/BTR-82A, Infauna, BREM-K) und die Fahrzeuge GAZ-2975 Tigr sowie GAZ-3937 Wodnik. Auch führt es die Modernisierung von älteren Fahrzeugen auf die neuen Versionen BTR-60PBM, BTR-70M und BRDM-2A durch. Parallel dazu fertigt es nach wie vor Komponenten und Ersatzteile für GAZ-Automobile. Das Werk macht etwa 50 % Umsatz mit zivilen und 50 % mit militärischen bzw. paramilitärischen Aufträgen.
Wegen Unterstützung des Ukrainekrieges wurde das Maschinenbauwerk Arsamas im April 2022 vom Rat der Europäischen Union mit Sanktionen belegt.